# Корсак (дворянский род)
Ко́рсак (пол. Kategoria:Korsakowie herbu własnego‎) — дворянский род герба того же имени, восходящий к XIV веку.
Герасим (Глеб Иванович) Корсак был православным полоцким архиепископом (1552). Род Корсак разделился на несколько ветвей, принявших, от имений, придаточные фамилии: Голубицких, Залеских и др. 
Богдан Семёнович Корсак (1640–1721) — генерал-лейтенант армии Петра I, участник Северной войны.
Сыновья Сигизмунда Корсака Фридрих, Венцеслав и Милослав стали родоначальниками знатных родов: в Литве — Корсак, в России — Корсаковы, Римские-Корсаковы, Милославские. 
Род Корсак был внесён в VI часть родословной книги Виленской, Витебской, Ковенской, Минской, Могилевской и Подольской губерний Российской империи.